# Amir Karič
Amir Karič (n. 31 decembrie 1973) este un fost fotbalist sloven.

## Statistici
| Slovenia | Slovenia | Slovenia |
| An       | Meciuri  | Goluri   |
| -------- | -------- | -------- |
| 1996     | 3        | 1        |
| 1997     | 5        | 0        |
| 1998     | 3        | 0        |
| 1999     | 9        | 0        |
| 2000     | 11       | 0        |
| 2001     | 7        | 0        |
| 2002     | 11       | 0        |
| 2003     | 8        | 0        |
| 2004     | 7        | 0        |
| Total    | 64       | 1        |